# Peter Petru
Peter Petru, slovenski arheolog, * 15. december 1930, Laško, † 20. april 1983, Ljubljana.
Petru je diplomiral 1955 na Filozofski fakulteti v Ljubljani in na isti fakulteti 1966 doktoriral (Hišaste žare Latobikov). Kot izredni profesor je od 1975 predaval rimsko provincionalno arhitekturo na FF, istočasno pa je vodil skupine raziskovalcev, tudi mednarodne, pri raziskavah najdišč Drnovo (Neviodunum), Šempeter v Savinjski dolini in  Ajdovščina. Z raziskavo Ajdovskega gradca (1970) je uvedel novo vrednotenje poznorimskih višinskih postojank. Bil je med pobudniki in soustvarjalci pregleda arheoloških najdišč v Sloveniji.

## Nagrade in priznanja
- Valvasorjeva nagrada za življenjsko delo za leto 1983 (podeljeno posthumno)